# Kulturni centar Ub
Kulturni centar Ub je kulturna ustanova pod pokroviteljtvom opštine Ub, u Kolubarskom okrugu.
Kulturni centar raspolaže sa dve pozorišne sale i sa galerijskim prostorom u holu centra.
Tokom cele godine KC Ub organizuje različite događaje i manifestacije kulturno umetničkog karaktera, kreativne edukativne radionice, kao i tri festivala pod pokroviteljstvom Kulturnog Centra.

## Festivali
Postoje tri manifestaciji u organizaciji kulturnog centra:
- Repassage fest
- Manifestacija  Ubske večeri
- Manifestacija  Zlatni dan

### Repassage fest
Repassage fest je pozorišni festival koji je osnovan 2007. godine sa ciljem da svake godine okupi selekciju najboljih amaterskih pozorišta sa prostora Srbije i bivše Jugoslavije.

### ManifestacijaUbske večeri
Ovo je manifestacije kulturno-umetničkog tipa, na kojoj se tokom leta na otvorenoj pozornici na ubskom platou organizuju različiti muzički događaji, pozorišne predstave, koncerti kulturno-umetničkih društva i slično, manifestacija se održava od 1998. godine.

### ManifestacijaZlatni dan
Zlatni dan je manifestacija koja se u Ubu održava od 2013. godine i programom je uglavnom usmerena na decu. Uključuje predstave i radionice za decu, kao i propratni zabavni dečiji sadržaj. Od 2017. godine ova manifestacija ukljičuje i program za srednjoškolce u vidu jednodnevnog muzičkog festivala pod nazivom Noć u školskom dvorištu koji se održava se u dvorištu srednje škole. Do sada su nastupali izvođači pop i rok muzike kao što su Milivoje Pavlović, Vasil Hadžimanov, Srđan Dunkić, Vila Filozofina, Tanja Jovićević i Oktobar i Kralj Čačka.

## Velika scena
KC Ub raspolaže velikom pozorišnom scenom u kojoj organizuje gostovanja profesionalnih i amaterskih pozorišta iz Sbije i regiona. Prostor sale se takođe koristi za bioskopske projekcije aktuelnih filmova domaće i strane kinematografije kao i za muzičke koncerte i nastupe. 

## Mala scena
Mala scena doma kulture koristi se redovno za kuturne događaje i svečanosti manjeg tipa kao što su tribine, panel diskusije, promocije knjiga i manji muzički događaji. Takođe ova sala koristi se i za sastanke lokalne samouprave kao i za konferencije za štampu.

## Galerija
Galerijsko prostor centra kroz izložbe promoviše likovne stvaraoce iz Uba, ali i iz cele Srbije. Galerija svake godine raspisuje nagradni foto konkurs Jesen u objektivu, i ugostila je različite izložbe kao što su:
- Istorija okruga: LJig u proteklih 100 godina - Udruženja za negovanje kulturnog nasleđa Čelnik
- Stare kuće Srbije - izložba izbora fotografije Slaviše Živković
- Portreti slavnih slikara - ubskog slikara Ratibora Vukojičića
- Znamenite žene u srpskoj književnosti - beogradskog  Pedagoškog muzeja[4]